# Cavatelli
Les cavatelli sont des pâtes d'environ 3 cm et au bord roulé. 

## Description
Les cavatelli ressemblent aux casarecci, en plus petit. Ils sont souvent fabriqués à la maison et sont le plat typique de la Basilicate, du Molise et des Pouilles.
Ils sont à base de farine, de semoule et d'eau. Parfois on incorpore de la ricotta dans la pâte. Ils sont servis avec une sauce à la viande (ragù) ou avec des légumes, par exemple du brocoli, parfois des champignons ; on peut aussi utiliser des palourdes (vongole).